# Медвеђица
Медвеђица је насеље у Србији у општини Жагубица у Браничевском округу. Према попису из 2022. било је 38 становника.

## Демографија
У насељу Медвеђица живи 35 пунолетних становника, а просечна старост становништва износи 42,9 година (49,6 код мушкараца и 37,8 код жена). У насељу има 12 домаћинстава, а просечан број чланова по домаћинству је 3,67.
Ово насеље је великим делом насељено Власима (према попису из 2002. године).
|  |

| Демографија | Демографија | Демографија |
| Година      | Становника  | Становника  |
| ----------- | ----------- | ----------- |
| 1948.       | 173         |             |
| 1953.       | 179         |             |
| 1961.       | 164         |             |
| 1971.       | 151         |             |
| 1981.       | 132         |             |
| 1991.       | 62          | 59          |
| 2002.       | 44          | 46          |
| 2011.       | 33          |             |
| 2022.       | 38          |             |

| Етнички састав према попису из 2002.‍ | Етнички састав према попису из 2002.‍ | Етнички састав према попису из 2002.‍ | Етнички састав према попису из 2002.‍ | Етнички састав према попису из 2002.‍ |
| ------------------------------------ | ------------------------------------ | ------------------------------------ | ------------------------------------ | ------------------------------------ |
|                                      |                                      |                                      |                                      |                                      |
| Власи                                | Власи                                |                                      | 42                                   | 95,45%                               |
| Срби                                 | Срби                                 |                                      | 2                                    | 4,54%                                |
| непознато                            | непознато                            |                                      | 0                                    | 0,0%                                 |

| Година пописа     | 1948. | 1953. | 1961. | 1971. | 1981. | 1991. | 2002. |
| ----------------- | ----- | ----- | ----- | ----- | ----- | ----- | ----- |
| Број домаћинстава | 32    | 33    | 33    | 34    | 31    | 15    | 12    |

| Број чланова      | 1 | 2 | 3 | 4 | 5 | 6 | 7 | 8 | 9 | 10 и више | Просек |
| ----------------- | - | - | - | - | - | - | - | - | - | --------- | ------ |
| Број домаћинстава | 2 | 2 | 1 | 3 | 1 | 3 | 0 | 0 | 0 | 0         | 3,67   |

| Пол    | Укупно | Неожењен/Неудата | Ожењен/Удата | Удовац/Удовица | Разведен/Разведена | Непознато |
| ------ | ------ | ---------------- | ------------ | -------------- | ------------------ | --------- |
| Мушки  | 17     | 2                | 13           | 2              | 0                  | 0         |
| Женски | 21     | 6                | 13           | 1              | 1                  | 0         |
| УКУПНО | 38     | 8                | 26           | 3              | 1                  | 0         |

| Пол    | Укупно                    | Пољопривреда, лов и шумарство | Рибарство                            | Вађење руде и камена | Прерађивачка индустрија       |
| ------ | ------------------------- | ----------------------------- | ------------------------------------ | -------------------- | ----------------------------- |
| Мушки  | 11                        | 3                             | 0                                    | 7                    | 0                             |
| Женски | 10                        | 9                             | 0                                    | 0                    | 0                             |
| УКУПНО | 21                        | 12                            | 0                                    | 7                    | 0                             |
| Пол    | Производња и снабдевање   | Грађевинарство                | Трговина                             | Хотели и ресторани   | Саобраћај, складиштење и везе |
| Мушки  | 0                         | 0                             | 0                                    | 0                    | 0                             |
| Женски | 0                         | 0                             | 0                                    | 0                    | 0                             |
| УКУПНО | 0                         | 0                             | 0                                    | 0                    | 0                             |
| Пол    | Финансијско посредовање   | Некретнине                    | Државна управа и одбрана             | Образовање           | Здравствени и социјални рад   |
| Мушки  | 0                         | 1                             | 0                                    | 0                    | 0                             |
| Женски | 0                         | 0                             | 0                                    | 0                    | 1                             |
| УКУПНО | 0                         | 1                             | 0                                    | 0                    | 1                             |
| Пол    | Остале услужне активности | Приватна домаћинства          | Екстериторијалне организације и тела | Непознато            | Непознато                     |
| Мушки  | 0                         | 0                             | 0                                    | 0                    | 0                             |
| Женски | 0                         | 0                             | 0                                    | 0                    | 0                             |
| УКУПНО | 0                         | 0                             | 0                                    | 0                    | 0                             |